# Claude d'Angennes de Rambouillet
Claude d'Angennes de Rambouillet, né au château de Rambouillet, le  26 août 1538, et mort le 15 mai 1601, est un prélat français du XVIe siècle. Il est  un fils de Jean d'Angennes, seigneur de Rambouillet, gouverneur du Dauphiné et le frère de  Nicolas d'Angennes seigneur de Rambouillet et  du cardinal Charles d'Angennes de Rambouillet, évêque du Mans.
Il étudie  à Paris , à Bourges et a Padoue et devient conseiller-clerc au parlement de Paris. Comme ses frères il est employé en différentes ambassades, notamment à Florence et à Rome.

## Biographie
Claude d'Angennes est d'abord évêque de Noyon de  1577 à 1588. Il est consacré par l'évêque de Paris Pierre de Gondi en 1579. II gouverne ce diocèse avec tant de sagesse, que Charles Borromée fait son éloge dans une de ses lettres. Après la mort du cardinal de Rambouillet son frère, il est transféré à l'évêché du Mans en 1587. II établit au Mans un séminaire de prêtres.
Il est inhumé dans le chœur de son église cathédrale du Mans, où l'on voit son épitaphe sur une tombe de cuivre.
Comme d'Angennes était un homme d'une grande expérience et prudence, Henri III de France l'employa dans une mission difficile auprès du pape Sixte V. Henri avait ordonné l'assassinat du duc de Guise, et peu de temps après, le 24 décembre 1588, celui de son frère, le cardinal de Guise, ainsi que l'arrestation et l'emprisonnement du cardinal de Bourbon et de l'archevêque de Lyon au château d'Amboise. La fureur de la Ligue catholique fut portée à son comble par le meurtre de leurs deux chefs, les princes de Lorraine, et les plus grands désordres s'ensuivirent dans toute la France. Le roi, croyant qu'il pourrait apaiser ces troubles s'il obtenait de Rome l'absolution pour l'assassinat du cardinal, envoya deux ambassadeurs auprès de Sixte V, qui était violemment irrité par cet acte. Lorsqu'ils demandèrent l'absolution pour le roi, le pape répondit que le roi avait violé non seulement les immunités ecclésiastiques et les privilèges du collège sacré, mais aussi les lois de Dieu et des hommes, en faisant massacrer cruellement un cardinal et en retenant en prison deux des prélats les plus importants de l'Église, comme s'ils étaient de simples laïcs. Il exigea que le roi prouve la sincérité de son repentir en libérant le cardinal de Bourbon et l'archevêque de Lyon, qui n'étaient soumis à aucune autre juridiction que la sienne. Il convoqua ensuite une congrégation pour examiner l'affaire du meurtre du cardinal de Guise. Le duc de Mayenne délégua à cette congrégation son chancelier Jacques de Diou, chargé de porter à Rome une plainte pour le crime qui venait d'être commis. La Ligue envoya également deux agents pour demander au Saint-Père de protéger les catholiques de France et de se joindre à eux pour venger l'outrage fait à l'Église, tout en exposant avec quelle insincérité Henri avait mené la guerre contre les calvinistes.
Pour réfuter ces accusations et se justifier auprès du pape, le roi envoya à Rome Claude d'Angennes, « de la bien-aimée famille de Rambouillet, un homme d'un savoir profond et d'une éloquence singulière », qui arriva le 23 février 1589. Lors de cette visite, d'Angennes eut quatre audiences avec le pape concernant sa mission et exprima des sentiments remarquables. Il expliqua à Sa Sainteté que le roi était plein de zèle pour la foi catholique, que le cardinal de Guise était convaincu du crime de rébellion, et que dans ce cas, les ecclésiastiques de France, quel que soit leur rang, étaient soumis à la juridiction séculière, en particulier les pairs du royaume, qui n'avaient d'autres juges que le parlement de Paris, composé de pairs, d'officiers de la couronne et de juges ordinaires. Il ajouta que si le roi avait dérogé aux formalités de la justice dans le châtiment infligé au cardinal, cela concernait son parlement et ne constituait pas une infraction aux privilèges ecclésiastiques. Le pape répondit que la mort du duc de Guise ne le concernait pas, et que le roi avait le droit de le punir, mais il exigea réparation pour la mort du cardinal, qui était sujet du Saint-Siège et non du roi, les cardinaux étant soumis à la juridiction pontificale et irresponsables devant tout pouvoir séculier ; il en allait de même pour les archevêques et les évêques, comme cela était explicitement affirmé dans le serment de leur consécration.
Lors de la troisième audience, d'Angennes représenta au pape les privilèges et libertés de l'Église gallicane, déclarant qu'ils protégeaient les rois de France contre les excommunications papales, ce qui enflamma Sixte, qui menaça, s'il n'obtenait pas satisfaction concernant les prisonniers, d'excommunier le roi et d'arrêter l'évêque du Mans. Une quatrième audience, le 13 mars, fut tout aussi infructueuse ; le pape continua de refuser l'absolution demandée, jusqu'à la libération du cardinal de Bourbon et de l'archevêque de Lyon. L'affaire resta en suspens jusqu'à ce que le duc de Mayenne, devenu chef de la Ligue, dépêcha un autre délégué à Rome le 7 avril, après avoir appris que le pape pourrait finalement accorder l'absolution à Henri. Il ordonna à ses représentants, si le pape accordait cette absolution, de protester contre elle et de demander un acte de leur protestation au nom de lui-même et des autres chefs de la Ligue.
Lorsque Sixte fut informé des ordres donnés aux agents de la Ligue, il fut si alarmé à l'idée que les catholiques de France pourraient se détourner de l'obéissance à l'autorité papale qu'il publia en consistoire un décret ou monitorium, exhortant et ordonnant à Henri, dans les dix jours suivant la publication du monitorium, de libérer le cardinal de Bourbon et l'archevêque de Lyon, et trente jours après leur libération, de l'en informer, faute de quoi il le déclarait, ainsi que tous ses complices et partisans, excommuniés et frappés de toutes les censures contenues dans les saints canons et la bulle lue le jeudi saint. Il convoqua également le roi à comparaître devant lui en personne ou par représentants compétents, pour rendre compte du meurtre du cardinal de Guise et de l'emprisonnement du cardinal de Bourbon et de l'archevêque de Lyon. Ce décret, bien qu'adopté en consistoire le 5 mai, ne fut publié dans les églises habituelles de Rome que le 24 mai. Les ministres de France quittèrent la ville dès que le décret fut décidé ; l'évêque du Mans s'embarqua à Livourne et, après un combat avec des pirates, arriva sain et sauf à Marseille. Un peu plus de deux mois après cette excommunication, Jacques Clément, le dominicain, assassina Henri III. Ainsi, bien que d'Angennes ait été reçu plusieurs fois en présence de Sixte, il ne parvint pas à obtenir l'absolution pour le roi.
En 1593, Henri IV, ayant finalement décidé d'abjurer la foi protestante et "d'entrer dans le sein de l'Église catholique, apostolique et romaine", convoqua plusieurs de ses prélats et théologiens afin de l'instruire sur les points qui l'avaient tenu séparé de l'Église, et de tenir des conférences avec lui sur ces questions. La première de ces conférences eut lieu le matin du 23 juillet, et l'un des prélats présents était d'Angennes. Ils discutèrent de certains points, le roi fit des objections, mais finalement il se déclara satisfait, remercia les évêques de lui avoir enseigné ce qu'il ignorait auparavant, et protesta qu'il reconnaissait dans sa conversion la bonté et la puissance de Dieu. Le 25 juillet fut désigné comme le jour où le roi devait faire une abjuration solennelle de ses erreurs et recevoir l'absolution de son hérésie et des censures de l'Église.
Le 24 juillet, le légat pontifical publia une déclaration, dans laquelle il affirmait qu'"Henri de Bourbon, se proclamant roi de France et de Navarre, mais déclaré par le pape Sixte V hérétique, relaps, impénitent, chef, protecteur et défenseur public des hérétiques, ne pouvait être absous par personne d'autre que le pape des peines encourues par les hérétiques relaps et impénitents, et que, par conséquent, l'acte des prélats qu'il avait réunis serait nul et non avenu". Néanmoins, le jour prévu, l'archevêque de Bourges reçut l'abjuration du roi dans l'église de l'abbaye de Saint-Denis, et après confession lui accorda l'absolution, l'absolvant du crime d'hérésie et d'apostasie, le réunissant à l'Église de Rome, et l'admettant aux sacrements. D'Angennes faisait partie des prélats présents lors de cette cérémonie, mais comme l'archevêque lui avait accordé l'absolution "sous réserve de l'autorité du saint siège apostolique", Henri envoya une ambassade solennelle pour rendre, en son nom, obéissance au pape Clément VIII, et demander la confirmation de l'absolution qu'il avait reçue des évêques.
D'Angennes faisait partie des députés, et à leur tête se trouvait Louis IV de Gonzague-Nevers. Clément refusa de recevoir le duc en tant qu'ambassadeur du roi de France, et après de nombreuses difficultés, il consentit à l'admettre à Rome en tant que simple particulier, en qualité de prince italien et catholique. Le duc entra dans la ville le 21 novembre, et après cinq audiences infructueuses, il quitta Rome en janvier de l'année suivante. Le pape refusa l'absolution à celui qui, selon lui, avait autrefois sollicité le saint siège sur le même sujet, et qui, après avoir embrassé la foi catholique, l'avait abandonnée pour retourner à ses erreurs. Il faisait allusion à ce qui s'était passé à l'époque de Grégoire XIII, lorsque Charles IX avait contraint le roi de Navarre à écrire au pape et à abjurer son hérésie.

## Décès et postérité
D'Angennes établit un séminaire au Mans et mourut dans cette ville le 15 mai 1601. Jacques Lelong, dans sa Bibliothèque Historique de la France, liste les œuvres suivantes sous le nom de Claude d'Angennes :
1. "Remontrance du Clergé faite au Roi par l'Evêque de Noyon, en l'Assemblée de 1585," 8vo. Paris, 1585.
2. "Remontrance du Clergé de France, faite à Folambray, en 1596, par l'Evêque du Mans," 8vo.. Paris, 1596.
3. "Avis de Rome, tiré des Lettres de l'Evêque du Mans, écrites le 15 de Mars à Henri de Valois, jadis Roi de France," 8vo. Paris, 1589.
4. "Lettre au Roi Henri III.;" dated 15 March 1589, and published in the "Mémoires du Duc d'Espernon," 4to. Paris, 1626.
5. "Lettre de l'Evêque du Mans, avec la Réponse à elle faite par un Docteur en Théologie, en laquelle est répondu à ces Deux Doutes: Si on peut suivre en Sûreté de Conscience le Parti du Roi de Navarre, et le reconnoître pour Roi, et si l'Acte de Frère Jacques Clément doit être approuvé en Conscience, et s'il est louable ou non," 8vo. Paris, 1589.
6. "Traité de la Puissance du Pope envers les Rois, par R. P. en Dieu, Messire Claude d'Angennes de Rambouillet, Evêque du Mans."[1],[2]

## Source
- Le grand dictionnaire ou le mélange curieux de l'histoire sacrée et profane par Louis Moréri, Tome premier, Paris, 1759
- (en) catholic-hierarchy.org Bishop:Claude d’Angennes de Rambouillet